# Figlio delle stelle
Pour plus de détails, voir Fiche technique et Distribution.
Figlio delle stelle est une comédie italienne réalisée par Carlo Vanzina et sortie en 1979.

## Synopsis
Daniel, un jeune chanteur, tente de percer dans le monde de la musique, mais échoue. Il tombe ainsi dans une crise dépressive dont il ne sort que grâce à une fille, Barbara, qui est tombée amoureuse de lui. Elle va l'aider pour recouvrer sa confiance en lui dans une quête spirituelle jusqu'en Thaïlande. 

## Fiche technique
- Titre original italien : Figlio delle stelle[1],[2]
- Réalisateur : Carlo Vanzina
- Scénario : Enrico Vanzina
- Photographie : Gianfranco Transunto
- Montage : Carlo Bolli
- Musique : Alan Sorrenti
- Décors : Maria Straziota
- Costumes : Maria Straziota
- Production : Achille Manzotti (it)
- Société de production : San Francisco Film
- Pays de production :  Italie
- Langue originale : italien
- Format : Couleurs
- Durée : 90 minutes
- Genre : Comédie
- Date de sortie :
  - Italie : 1979 (visé délivré le 30 mars 1979[1])

## Distribution
- Alan Sorrenti : Daniel
- Jennifer Lanvin : Barbara
- Annie Marie Carell : Gloria
- Tommy Polgár : Tumba
- Fausta Avelli (it)